# Avogadros tal

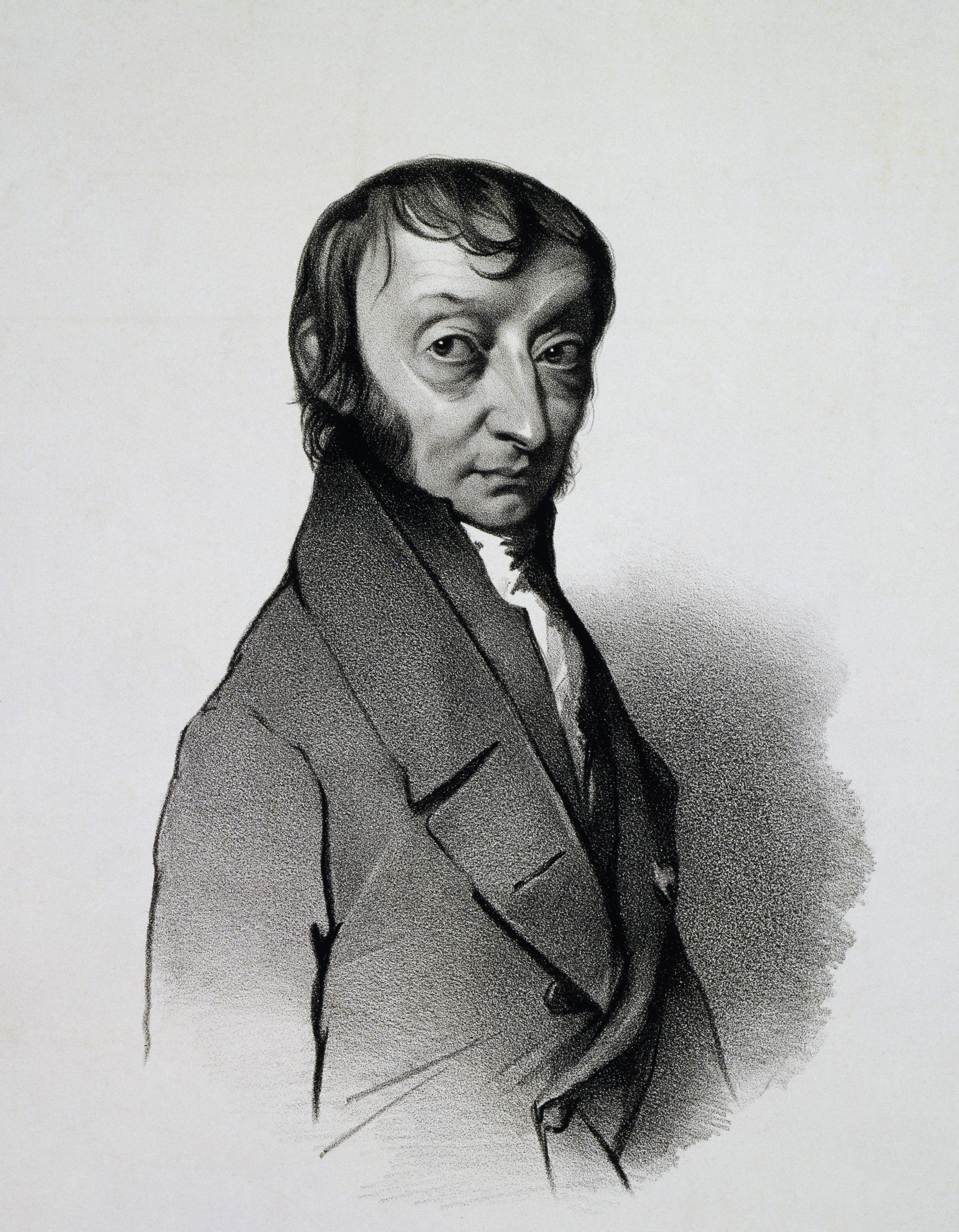
Amadeo Avogadro

Avogadros tal, ofta kallad Avogadros konstant (förr även Loschmidts tal), är en fysikalisk konstant som anger antalet atomer eller molekyler i en mol av en substans.
Talets exakta definierade värde är:
{\displaystyle N_{A}=6{,}022\,140\,76\times 10^{23}\,{\frac {1}{\text{mol}}}}
Storleken på Avogadros tal är jämförbar med det antal stjärnor i universum som kunde observeras år 2020.

## Historia
Konstanten är uppkallad efter Amadeo Avogadro (1776–1856). Han publicerade 1811 en artikel där han postulerade att alla gaser, vid samma temperatur, tryck, och volym innehåller samma antal molekyler. Därför föreslog Jean Perrin år 1909 att kalla antalet molekyler i en mol för Avogadros konstant.
Den första beräkningen av atomernas storlek och antalet atomer i gas gjordes 1865 av Josef Loschmidt i hans arbete "Zur Grösse der Luftmoleküle", där han utgick från kända värden för luftmolekylers fria medelväglängd och kombinerade det med vätskors volym. Perrin bestämde Avogadros tal utifrån Einsteins teori för Brownsk rörelse, vilket gav honom Nobelpriset i fysik 1926.
Avogadros tal definierades tidigare som förhållandet mellan massenheten gram, atommassenheten (u = 1/12 av massan av en atom av kol-isotopen 12C =  1,660 539 068 92(52)·10−27 kg,) och SI-enheten mol så att en mol av en substans med atom- eller molekyl-massan 1 u vägde exakt 1 gram (hade molmassan 1 gram). Sambandet benämns den molära masskonstanten, Mu. Ur detta härleddes värdet på Avogadros tal så att 1 g av sådan materia innehåller NA partiklar. 
1 gram/mol (Mu) = NA·u    => NA = {\displaystyle {\frac {1}{\text{u}}}}
Det numeriska värdet för NA var alltså beroende av det experimentellt fastställda värdet på u. En mer direkt definition av Avogadros tal var antal atomer per 12 gram i 12C (i enlighet med definitionen av u).
I samband med den omdefiniering av flera enheter, framförallt kilogram, ampere och kelvin, som 2019 gjordes av Internationella byrån för mått och vikt (Bureau International des Poids et Mesures, BIPM), valde man också att fastlägga ett exakt värde på Avogadros tal och definiera mol utifrån detta fastlagda värde, istället för att definiera det som antal nukleoner per gram materia av en viss typ (där 12C har använts som referens).